# Малая Петровка (Тверская область)
Малая Петровка — опустевшая деревня в Кесовогорском районе Тверской области. Входит в состав Феневского сельского поселения.

## География
Находится в юго-восточной части Тверской области на расстоянии приблизительно 16 км на восток-северо-восток по прямой от районного центра поселка Кесова Гора.

## История
Деревня показана была еще на карте Менде (состояние местности на вторую половину 1850-х годов). В 1859 году здесь (деревня Мышкинского уезда) Ярославской губернии было учтено 17 дворов. Давно представляет собой урочище с утраченной застройкой.

## Население
Численность населения: 115 человек (1859 год), 0 как в 2002 году, так и в 2010.